# Naci Erdem
Naci Erdem   (Istanbul, 28 de gener de 1931 - Istanbul, 28 de març de 2022) fou un futbolista turc de la dècada de 1960.
Fou 34 cops internacional amb la selecció turca, amb la qual participà en el Mundial de 1954. Pel que fa a clubs, defensà els colors de Fenerbahçe amb qui jugà 605 partits. També jugà a Karagümrükspor, Beyoğluspor, Galatasaray i 
Edirnespor.